# Uhelný trh
Uhelný trh je náměstí trojúhelníkového tvaru v Praze na Starém Městě, severozápadně od Můstku, severně od Jungmannova náměstí a východně od Betlémského náměstí.

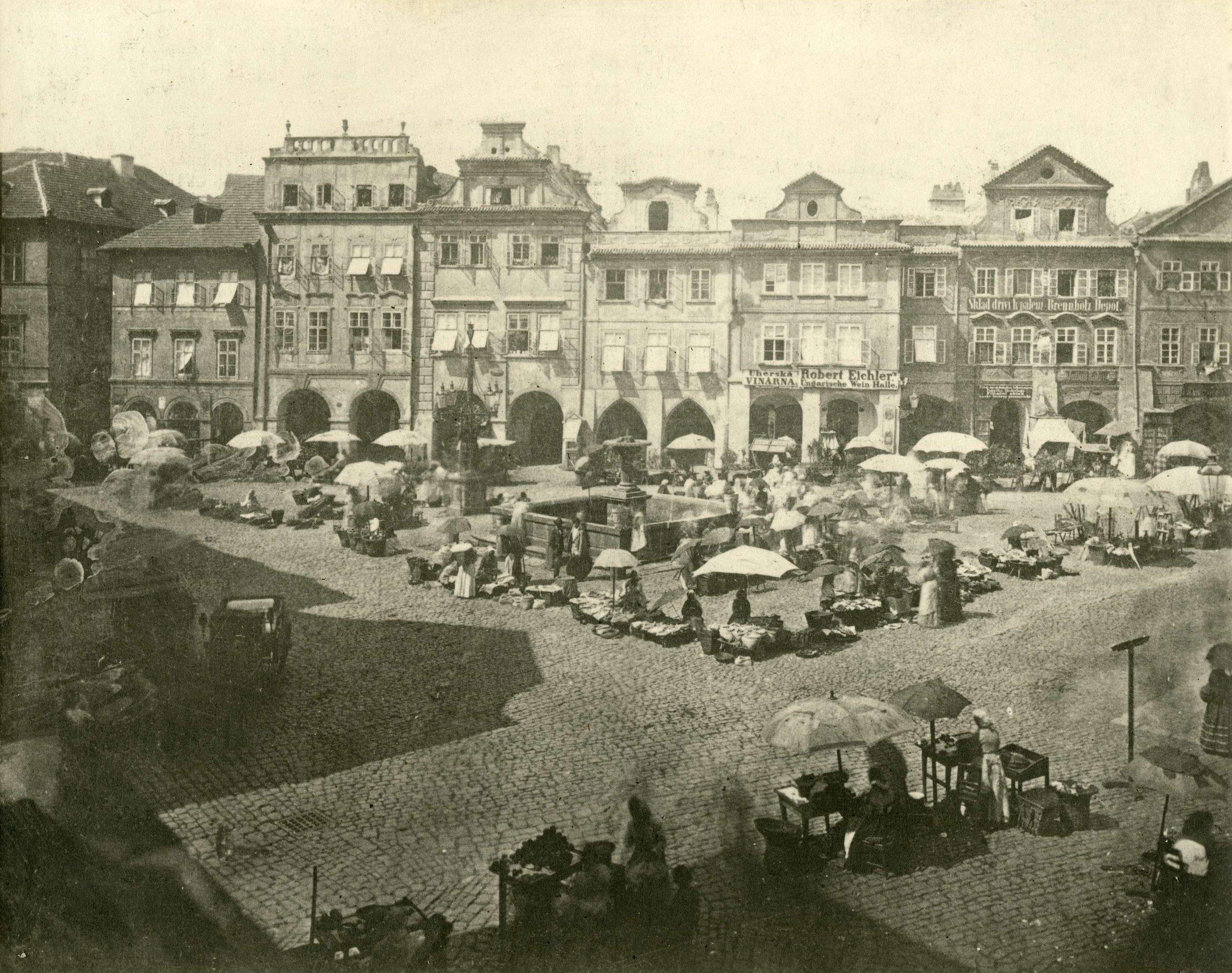
Fotografie asi z roku 1870, na náměstí stojí čtvercová kašna

## Historický místopis
Název pochází z poloviny 14. století, kdy se sem přesunul z nedalekého Kozího plácku prodej dřevěného uhlí. Náměstí se proto také někdy označovalo jako „Nový trh uhelný". Uhlí se sem zčásti přiváželo z venkova, část se pálila ve zdejší uhlířské huti. Kupovalo se jednak do domácností, jednak je potřebovali řemeslníci (kováři, zvonaři, zámečníci aj.). Teprve v první polovině 19. století prodej dřevěného uhlí klesal, protože bylo postupně nahrazováno uhlím kamenným. V sousedství huti na náměstí stávala (až do 19. století, kdy byla zbourána) kovárna.
Na Uhelném trhu se následně prodávaly hlavně řezané květiny a také pohřební věnce. Podobně jako na Ovocném trhu, i zde se rozložily četné pouliční vývařovny. Až do 1. světové války se prodávala za jednotnou cenu dvou krejcarů -„za dva na dlaň“ - např. sběračka horkých brambor, nudlí, hrnek polévky anebo velká kobliha.
Jediným zachovaným z celé řady starobylých domů s podloubím, které lemovaly západní stranu náměstí je dům U tří stupňů (č. p. 424) původně kavárna. Ostatní byly zbourány. Na jejich místě byl postaven činžovní dům U Šturmů (na rohu Skořepky) a v roce 1883 budova školy. Kavárnu, zvanou U sester kafíčkových, navštěvovaly na přelomu 19. a 20. stol. hlavně zelinářky a trhovkyně. Nabízela kávu za 8 krejcarů čili 16 haléřů v době, kdy např. známka na pohlednici stála 5 haléřů. Šlo o bílou kávu a dle ceny půllitrový „kafáč“. Vedle kavárny byl krám s obnošeným šatstvem, na náměstí s trhem neměl nouzi o zákazníky.
Na místě kovárny byla koncem 30. let 19. století postavena čtvercová kašna. Ta byla zbořena v roce 1894. Na její místo byla v roce 1951 přenesena klasicistní Wimmerova kašna, která již předtím vystřídala v Praze několik stanovišť. Její hlavní sousoší (interpretované nejčastěji jako alegorie Vinařství a Zemědělství) bylo v roce 1974 vážně poškozeno vandaly. Ze slepených částí byla vytvořena kopie, která byla na kašnu znovu nainstalována v roce 1979 (originál je umístěn v lapidáriu). V roce 1989 byla z důvodu výstavby kolektoru odstraněna a na své místo se vrátila v roce 1998. 19. března 2011 skupina opilých mladíků (mj. také syn bývalého primátora Pavla Béma) sousoší opět poškodila.
Od roku 1888 zde jsou na náměstí veřejné toalety, které patřily k síti toalet provozovaných v letech 1890–1937 Marií Procházkovou. V roce 1925 byla dřevěná bouda přenesená do Michle nahrazena dnešními podzemními toaletami.

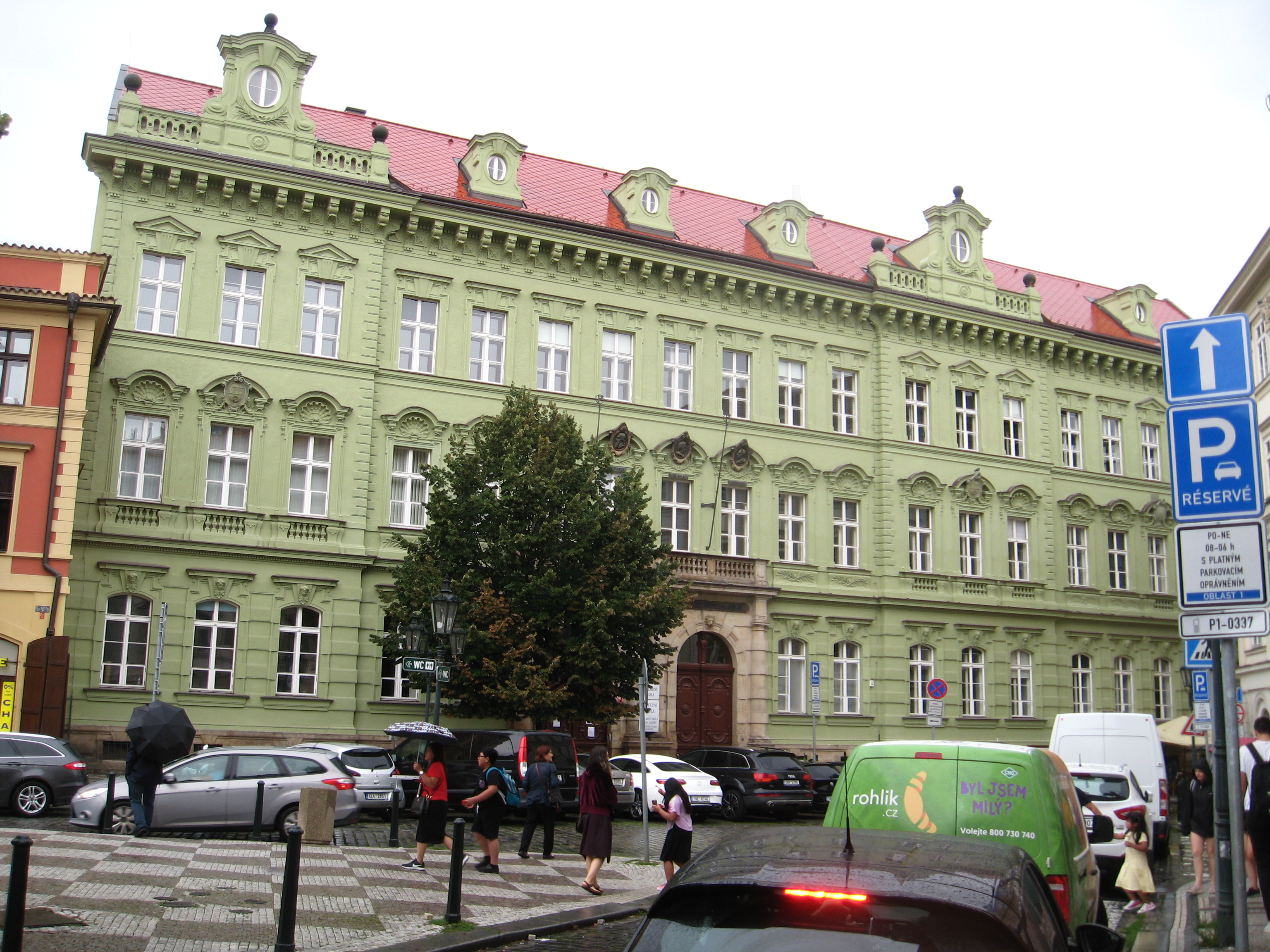
Školní budova na Uhelném trhu, č. p. 4

Osvětlení na náměstí je replikou původních lamp z roku 1867.
Budova základní školy na Uhelném trhu je zkušebním prostorem Pěveckého sdružení pražských učitelek.
15. března 1939 školní budovu obsadili členové Národní obce fašistické (NOF), svolávali sem své příznivce a mínili paralelně s německými okupanty obsazovat významné veřejné státní budovy v centru Prahy. V pozadí stál Radola Gajda. Proti akci na Uhelném trhu se postavily německé úřady a po rozkazu gen. Johannese Blaskowitze, vrchního velitele německých vojsk v Čechách, byla akce po třech dnech rozpuštěna.
Uhelný trh je také spojen s filmovými místy. V restauraci U Dvou koček se natáčely záběry s Josefem Abrhámem do filmové komedie Vrchní, prchni. Před budovou základní školy se natáčel 15. díl (Kvadratura ženy) seriálu 30 případů majora Zemana.

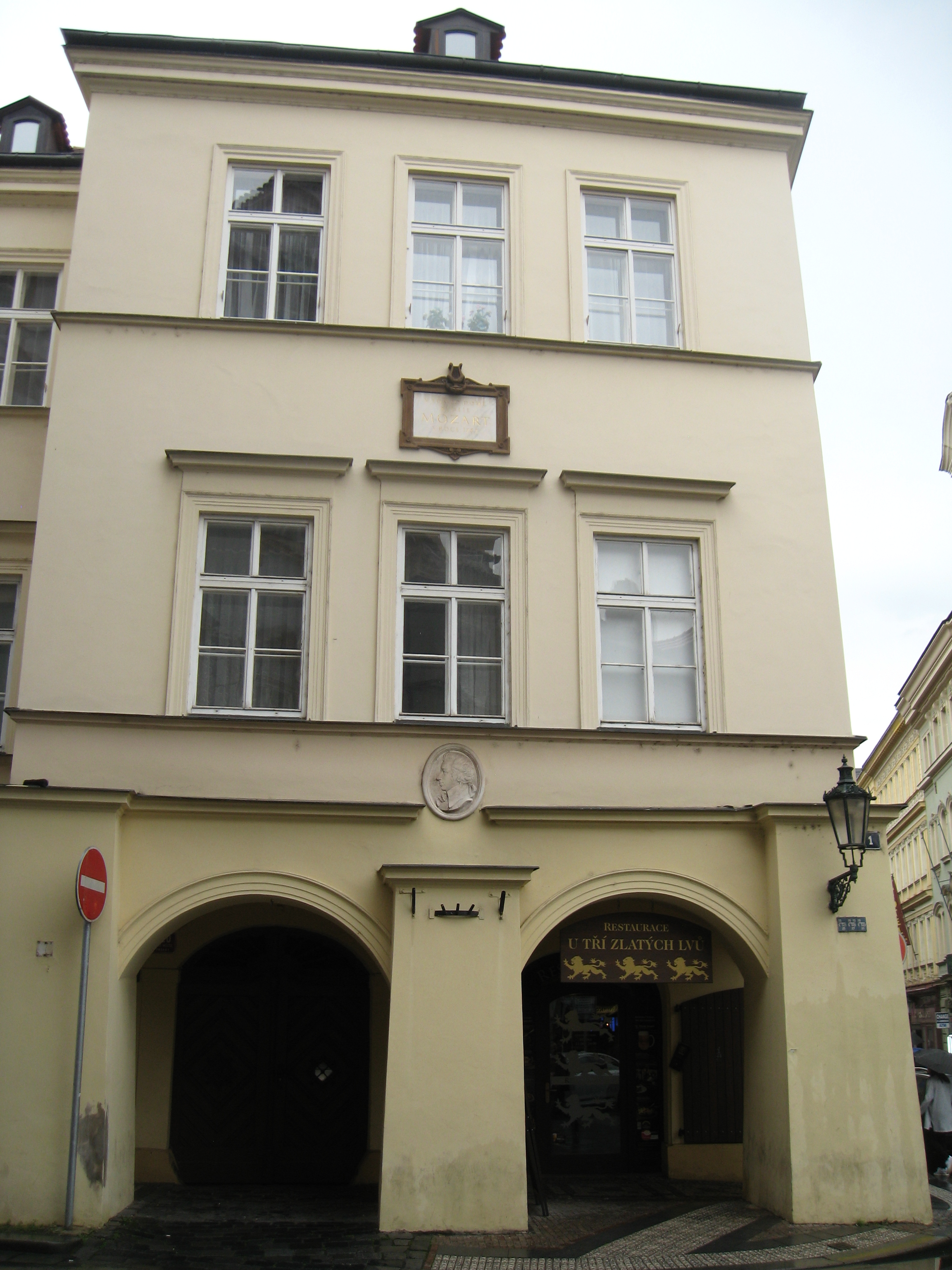
Dům U Tří zlatých lvů, s vyobrazením reliéfu hlavy W. A. Mozarta

## Budovya objekty
- Dům U Cibulků
- Palác Platýz
- Dům U Dvou koček
- Dům U Tří stupňů
- Základní škola Brána jazyků s rozšířenou výukou matematiky
- Dům U Tří zlatých lvů – s pamětní deskou na pobyt W. A. Mozarta roku 1787
- Wimmerova kašna
- Veřejné toalety – s původní venkovní úpravou z roku 1925

## Uhelný trh v dílechmalířů,fotografůaspisovatelů
- Jan Bedřich Plaček (1890-1980), nedatovaný malířův obraz Uhelný trh. Dnes ve sbírkách Galerie hlavního města Prahy (GHMP).[13]

- Tavík František Šimon (1877-1942), malířův obraz Uhelný trh (Perlová ulice) (1908).[14]
- Antonín Slavíček (1870-1910), malířův obraz Uhelný trh (1908). Dnes ve Sbírkách Pražského hradu.[15]

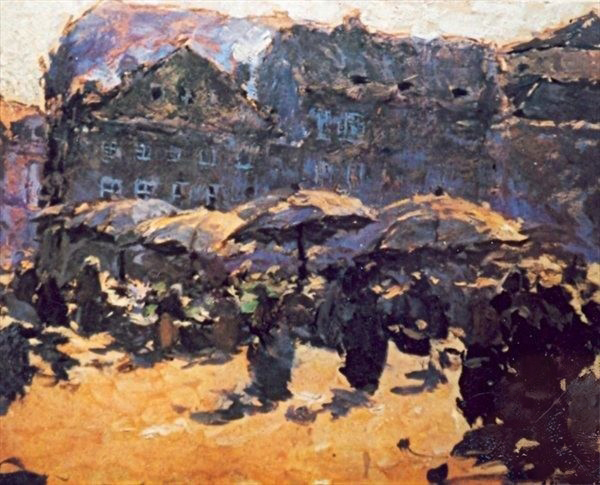
Obraz Antonín Slavíček Uhelný trh (1908)

- Zdenka Braunerová (1858-1934), malířčin obraz Uhelný trh (asi 1897).[16]
- Jan Bedřich Minařík (1862-1937), malířův obraz Uhelný trh (1916).[17]

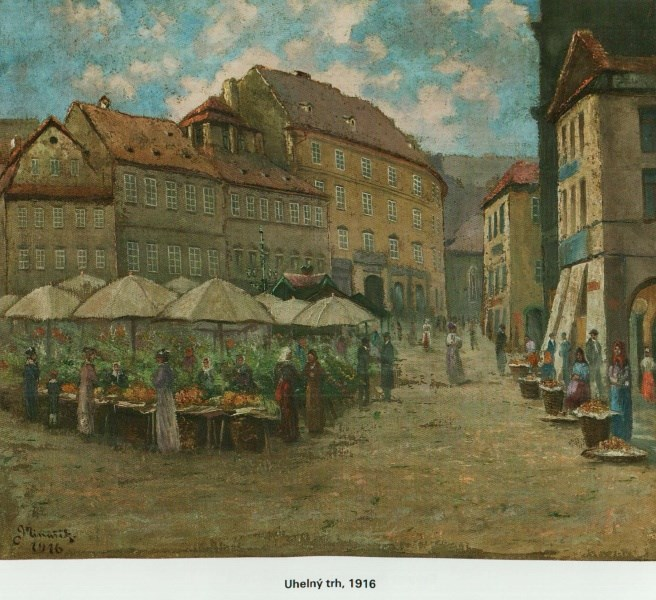
Obraz Jan Bedřich Minařík Uhelný trh (1916)

- Jaroslav Kysela (1913-2003), fotograf snímku Jitro na Uhelném trhu v Praze (z cyklu Pražské ráno) (1942). Dnes ve sbírkách Moravské galerie v Brně[18]
- Karolína Světlá (1830-1899), spisovatelka popisovala staropražské centrum ve svých povídkách.[19]

## Fotogalerie (minulost)

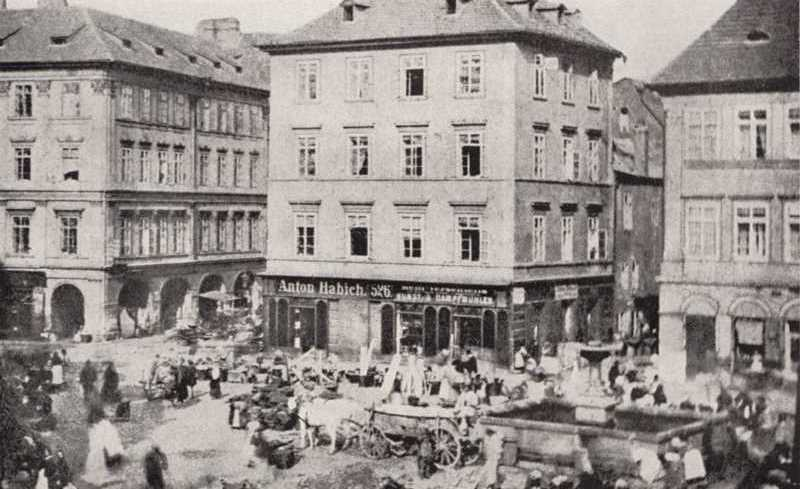
Uhelný trh, 1865
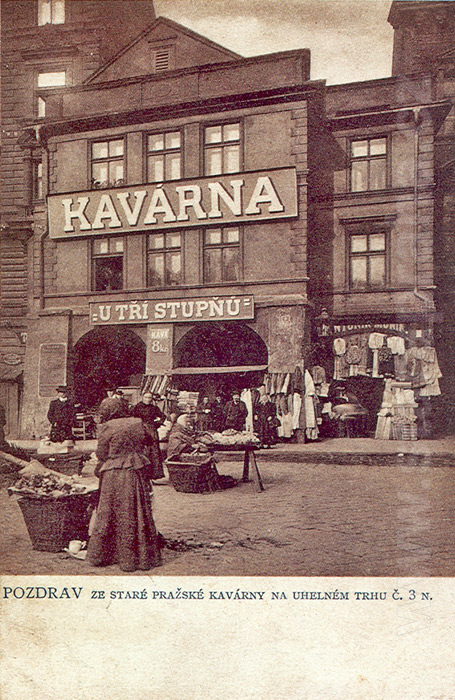
Uhelný trh, dům U Tří stupňů (nedatováno)
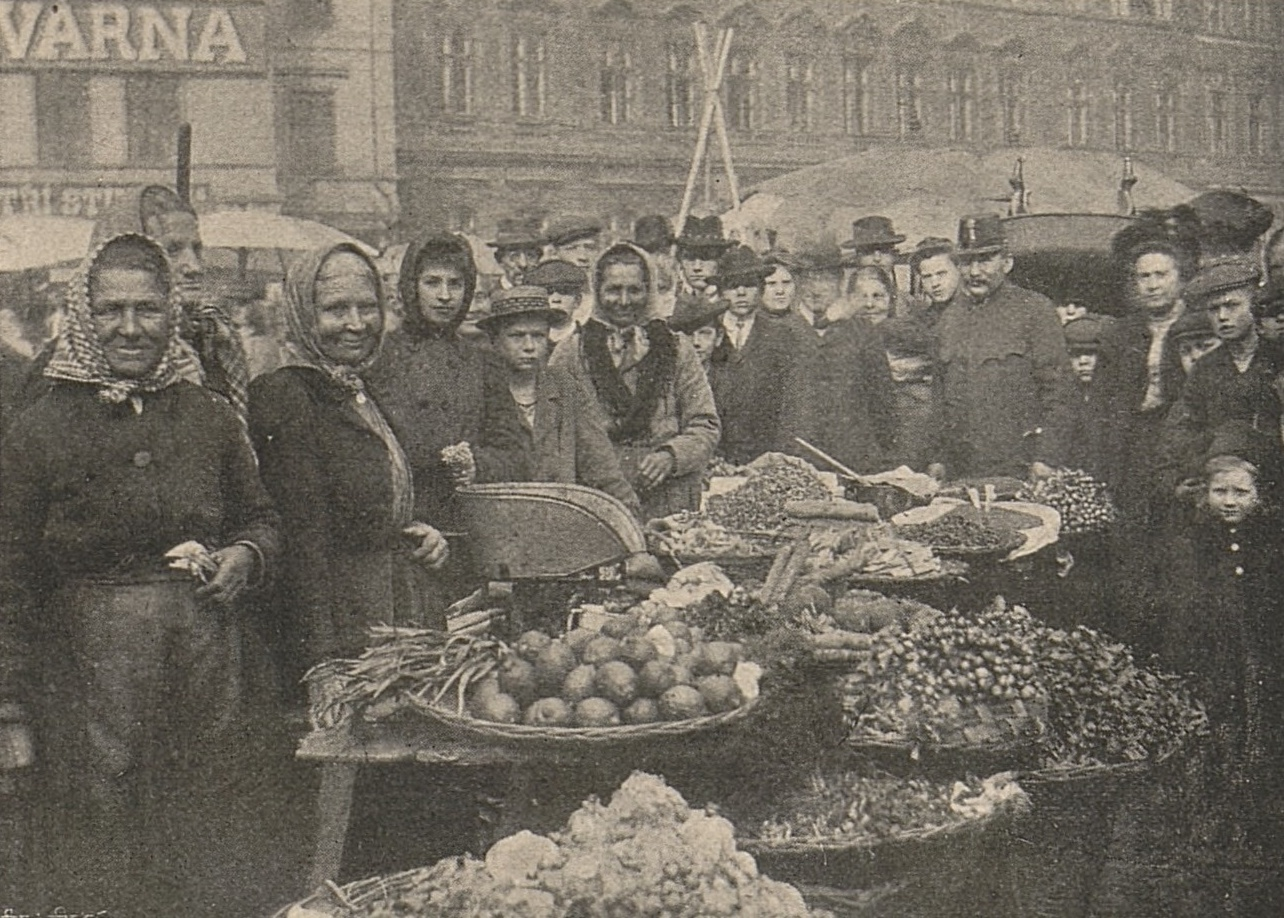
Uhelný trh, z časopisu Světozor, roč. 6, č. 34, 1. 6. 1906
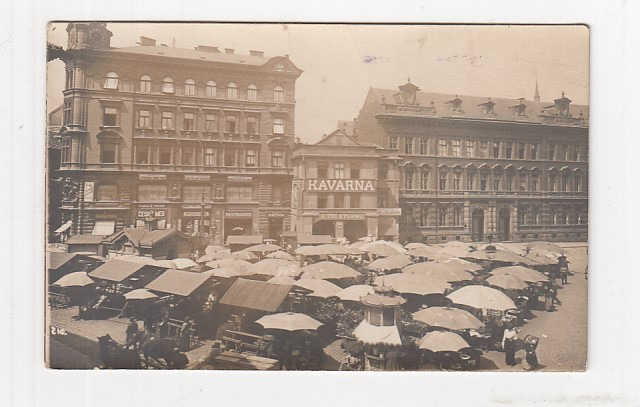
Uhelný trh, tržiště na náměstí (asi počátek 20. stol.)

## Fotogalerie (současnost)

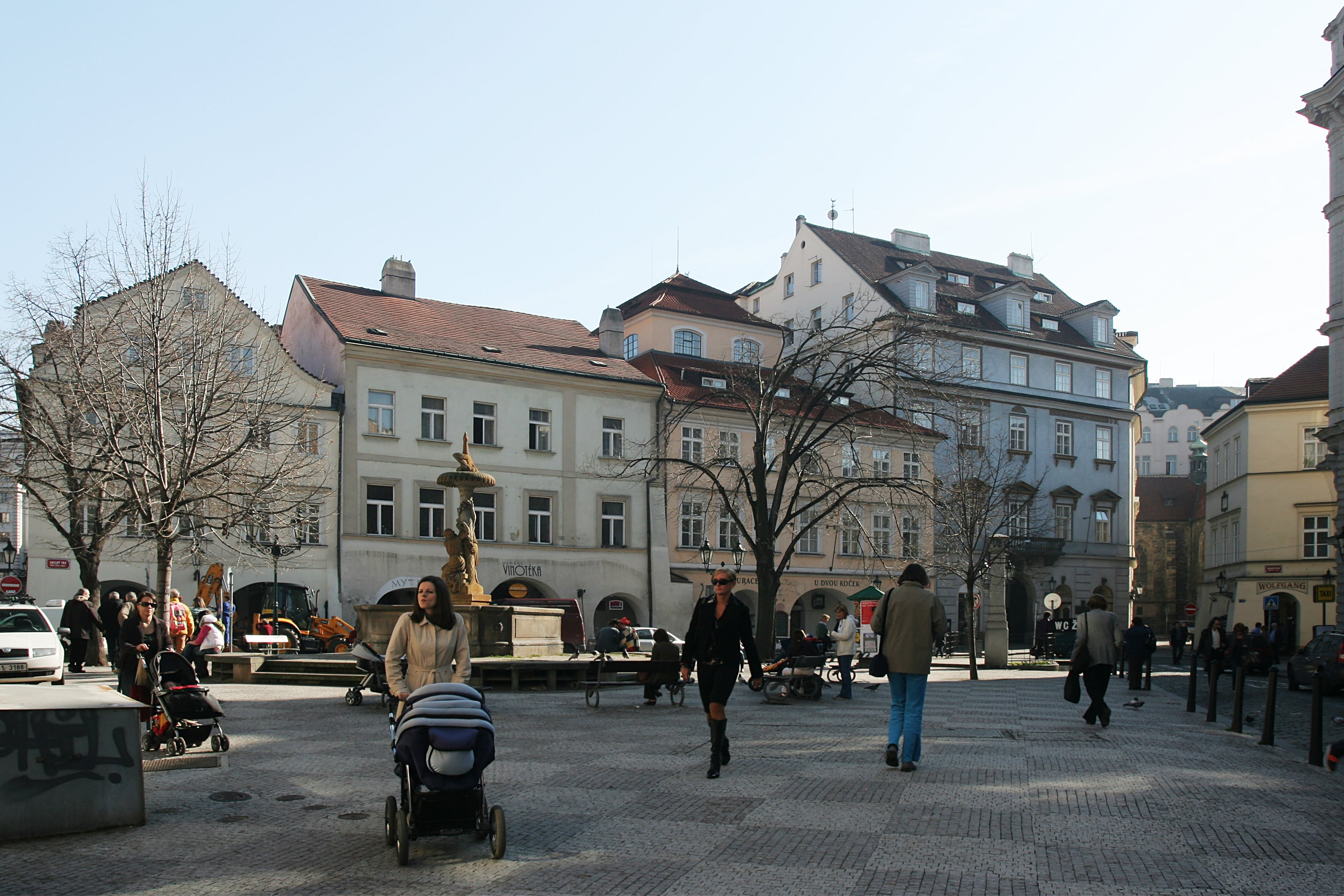
Jih Uhelného trhu
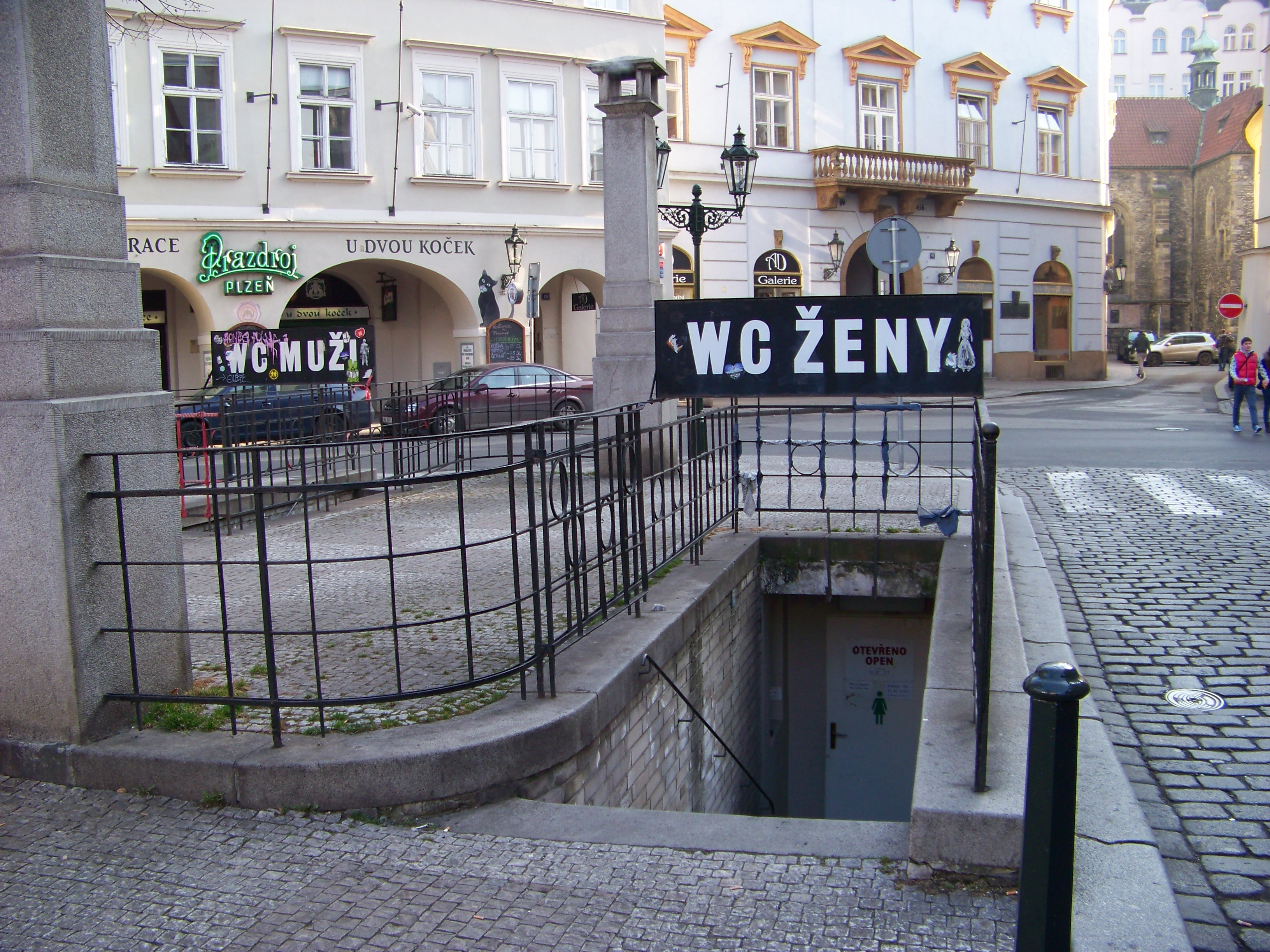
Uhelný trh, veřejné záchodky, ženy
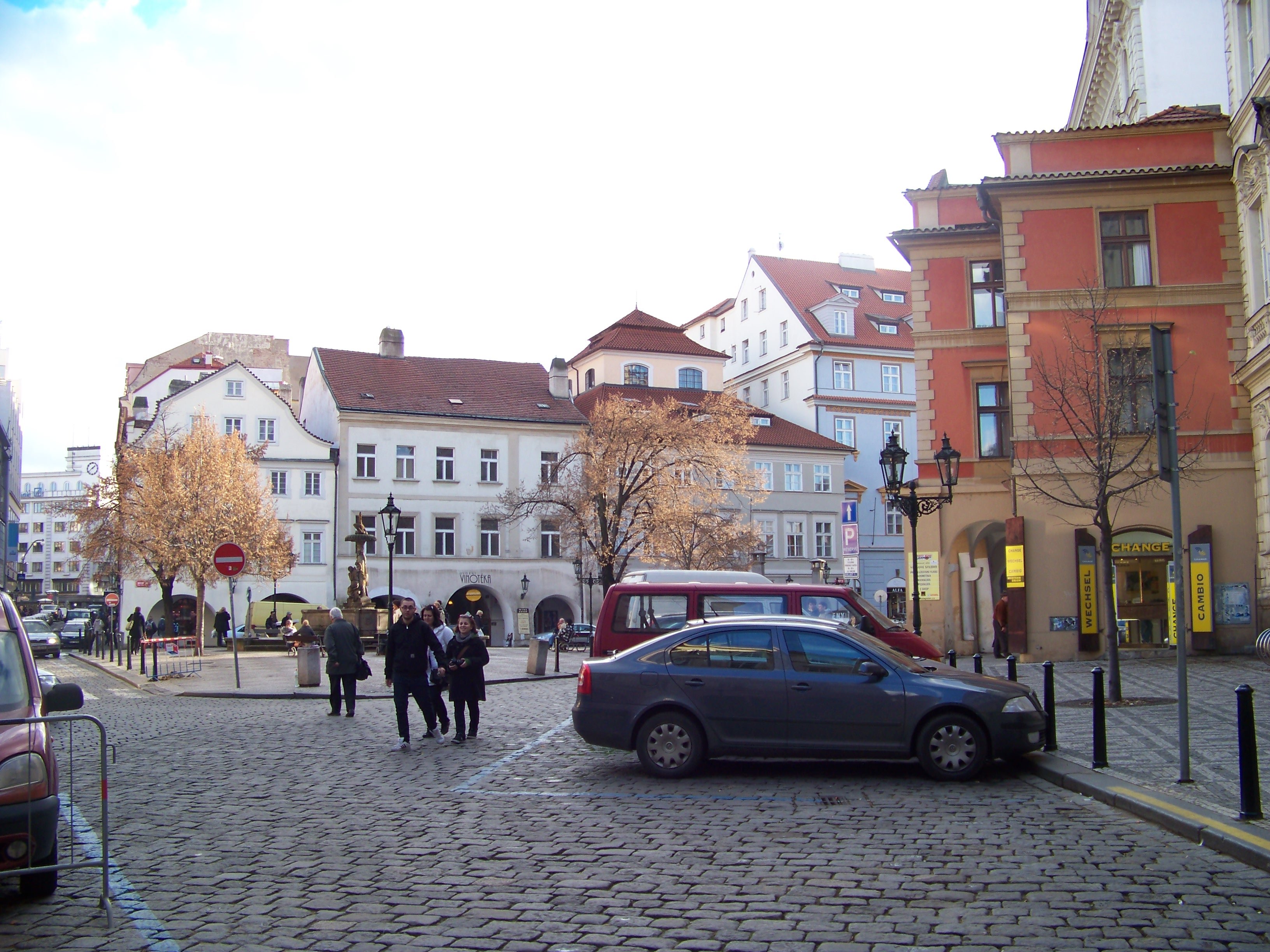
Uhelný trh pohledem od Michalské ulice
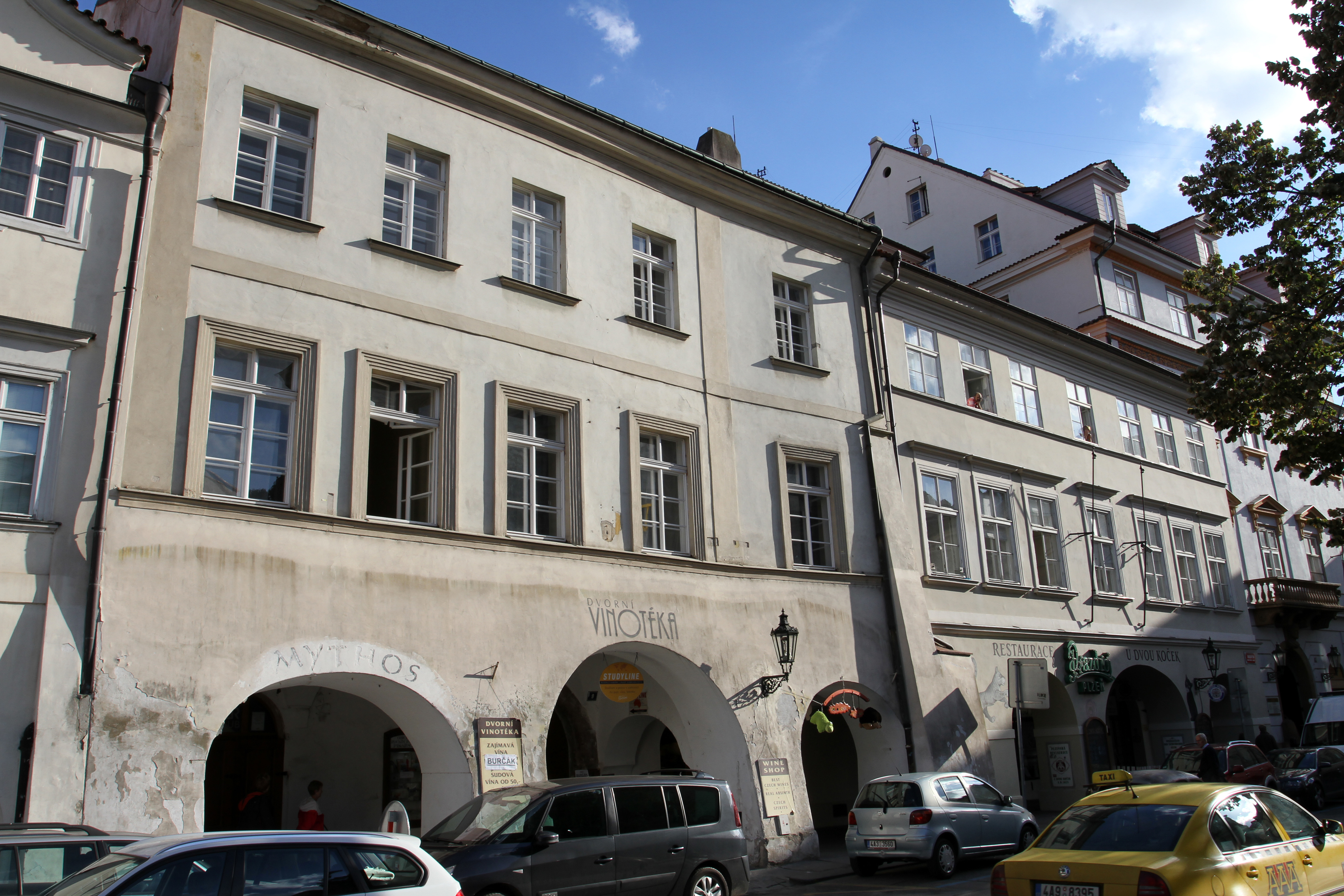
Dům U Tří per (U Vlčího hrdla), č. p. 9
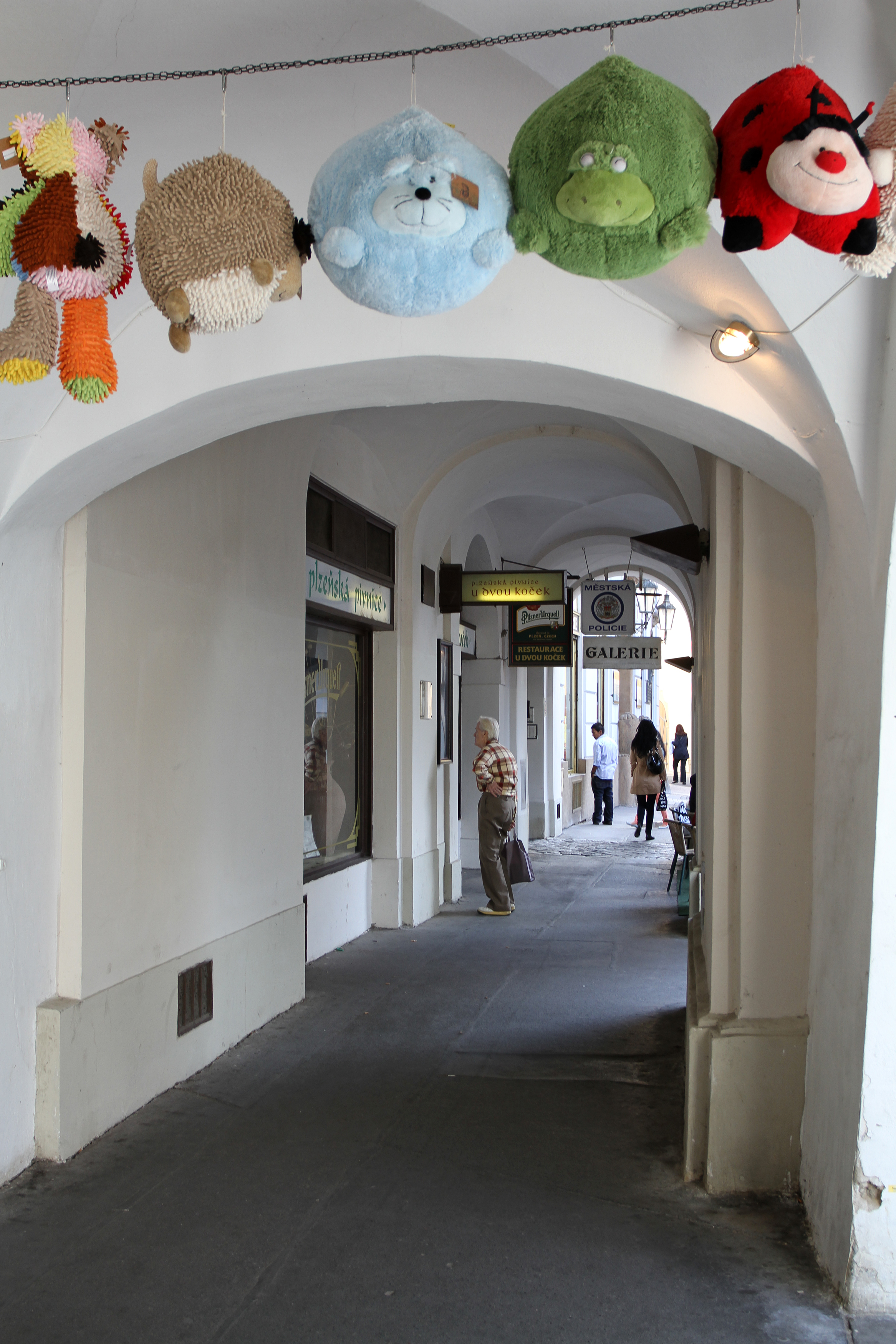
Podloubí domu U Trnků (U Dvou koček, Malý Platýz), č. p. 10
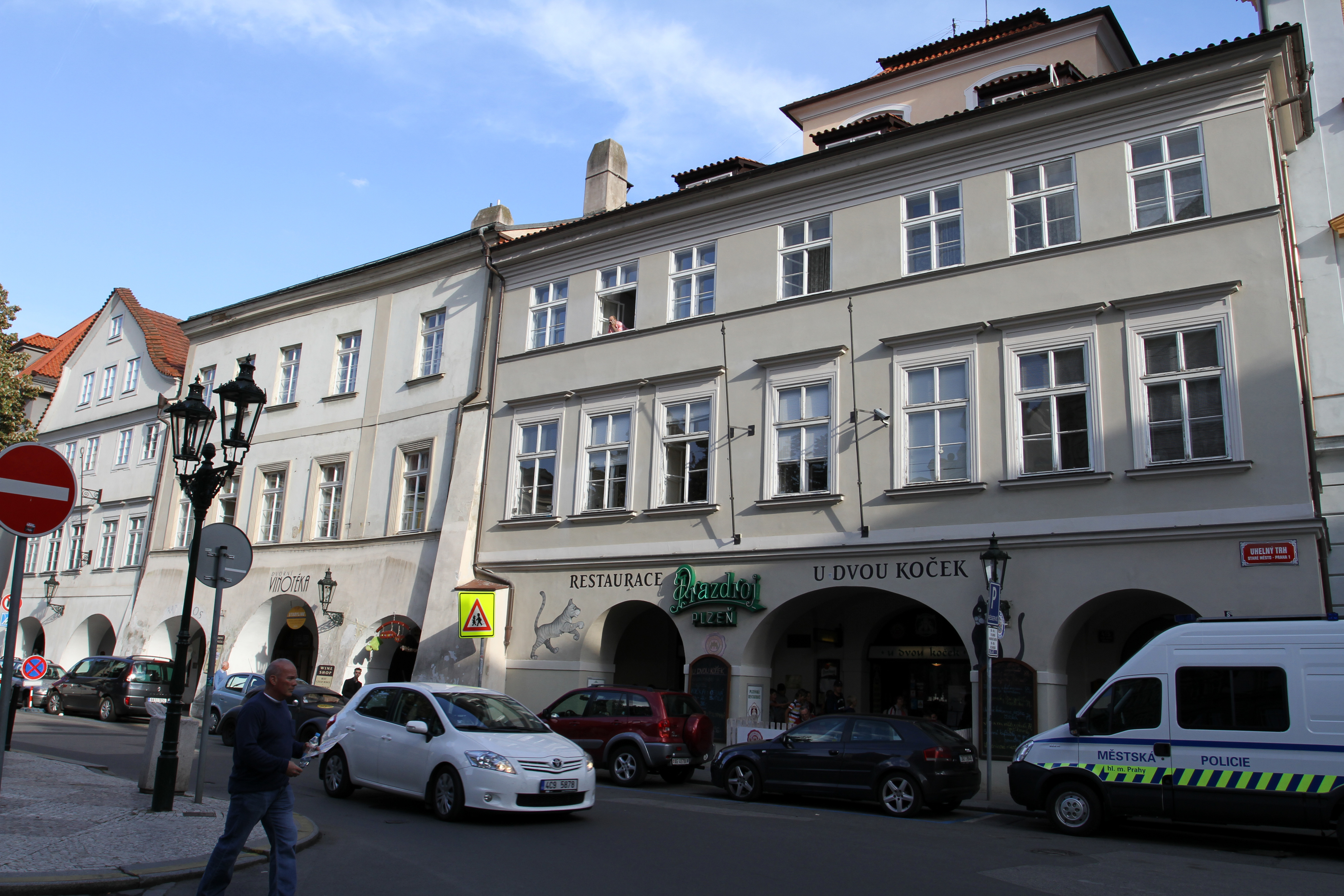
Dům U Trnků (U Dvou koček, Malý Platýz), č. p. 10
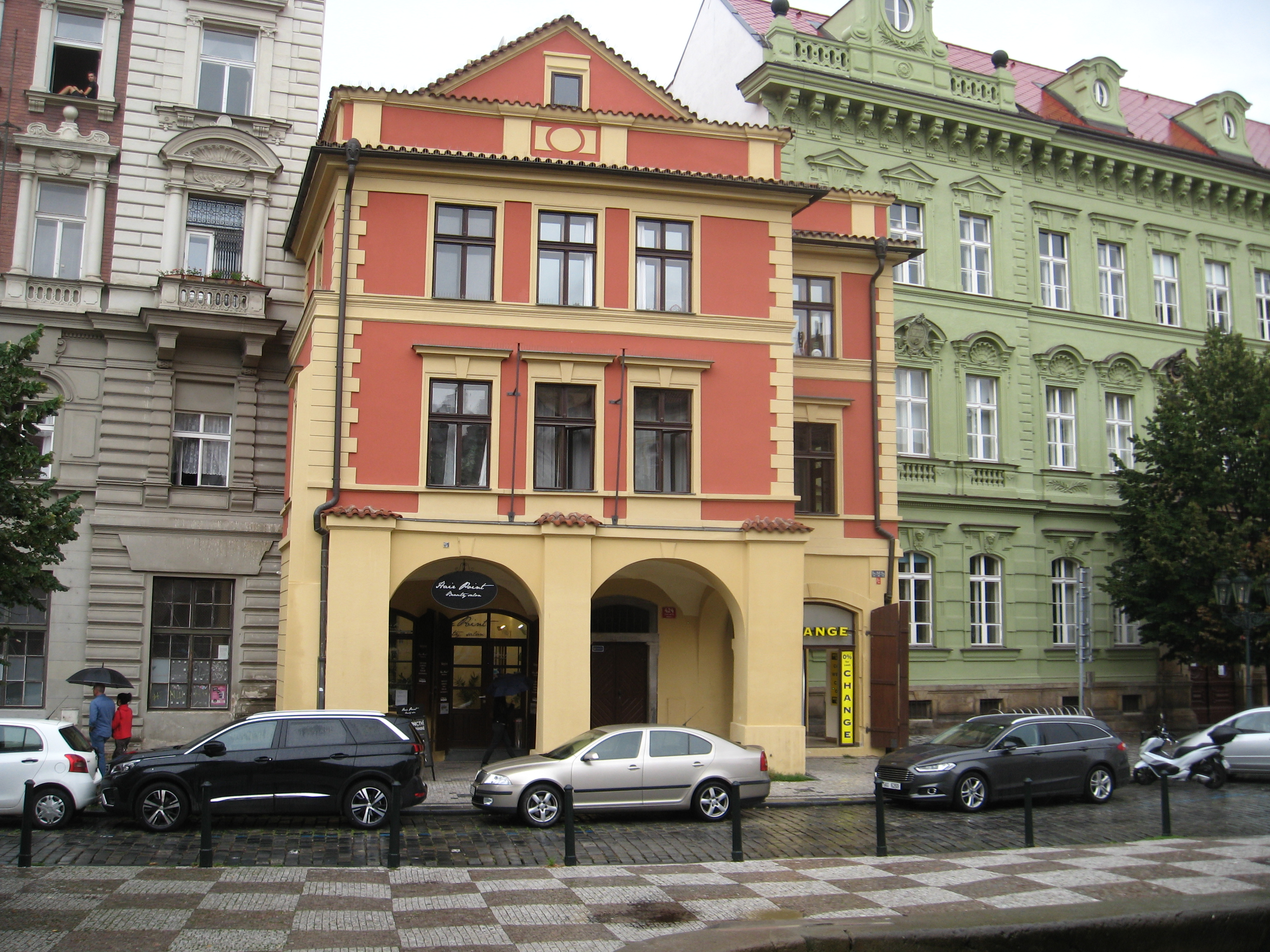
Severozápadní část náměstí po "asanaci" v 19. stol. s částečně zachovaným podloubím, dům U Tří stupňů (U Tří schůdků), č. p. 3
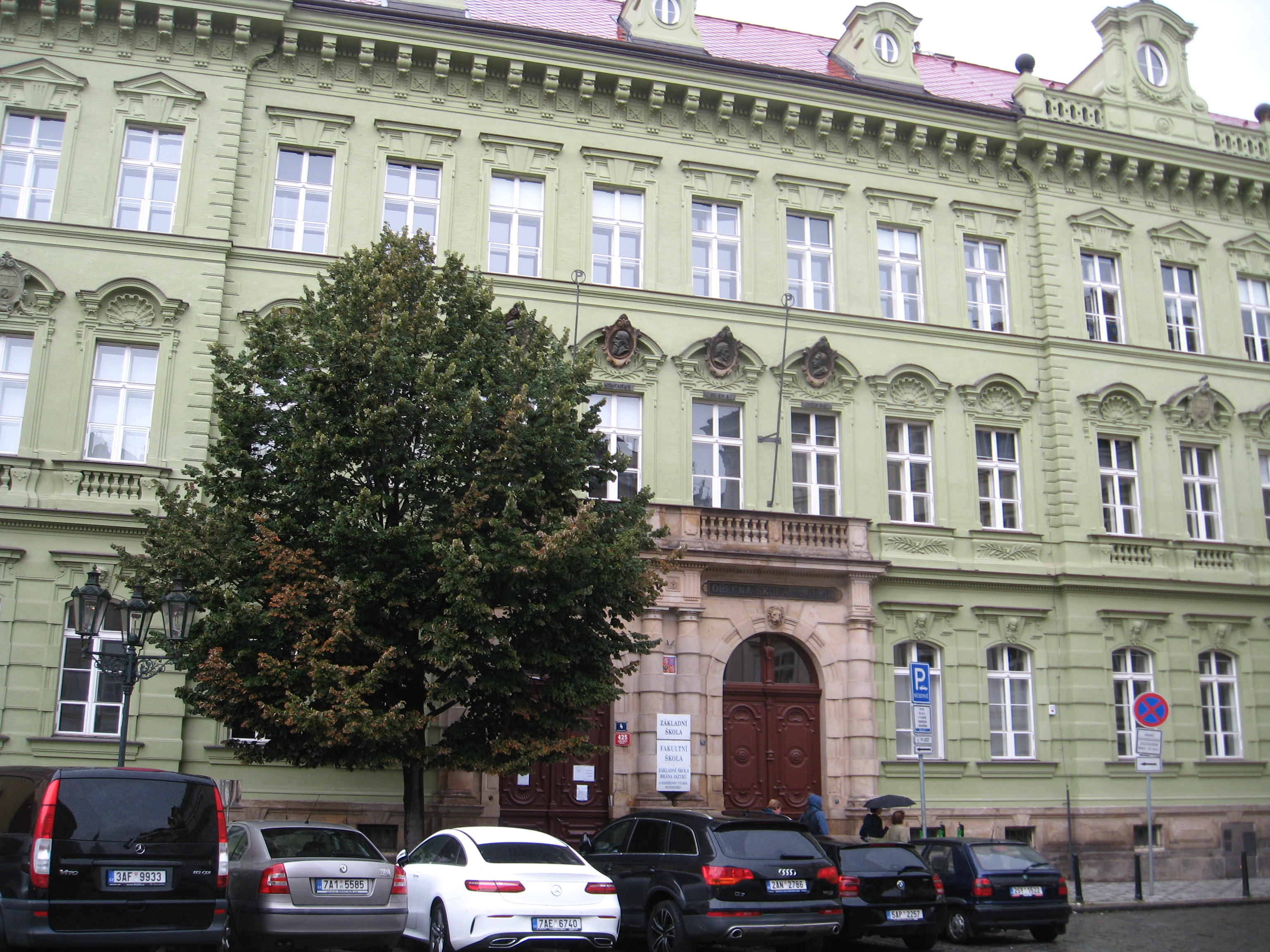
Školní budova, původně 2 vstupy do 2 budov (vstup do dívčí a vstup do chlapecké školy)